# Castell de Mamer
El Castell de Mamer (luxemburguès:Mamer Schlass, francès:Château de Mamer, alemany:Mamer Schloss) és l'ajuntament per la communa de Mamer, a la part sud-occidental de Luxemburg. És la casa de l'Ajuntament de Mamer, el lloc d'oficines del govern local, i el centre d'administració de serveis comunals.
És ubicat a la Place de l'Indépendance a prop el centre de la ciutat.Està format per quatre edificis. A l'entrada principal, hi ha una escultura de Nicolas Frantz, dues vegades guanyador del Tour de França, i de Josy Barthel, l'únic medallista luxemburguès que va ser or Olímpic, tots dos nascuts a Mamer.

## Història
El castell va ser inicialment el segle x. Durant les Guerres Revolucionàries franceses va quedar en estat ruïnós i posteriorment fou venut per les forces ocupants franceses el 1798 a Thierry de Bastogne. El Cap de policia Frederic François va construir un nou castell en el mateix emplaçament el 1830, afegint-ne una tanca de dos metres. El 1934 va passar a mans de Jacques Fischer i Julie Kremer, qui el van envoltar per 1.72 hectàrees de jardí.
El 1995 la propietat va ser adquirida per l'administració comunal, la qual el 1997, va votar unànimement el 4 de juny per restaurar-lo. El procés de restauració es va allargar entre setembre del 1999 i febrer del 2002. L'administració comunal ha estat ubicada al Castell de Mamer des de l'1 de març de 2002. Al castell es va realitzar el sorteig de l'Eurocopa 2006 de la UEFA (campionat sub-17) que va tenir lloc a Luxemburg.